# Batteria (strumento musicale)
La batteria è uno strumento musicale composto da tamburi, piatti e altri strumenti a percussione disposti in modo tale che possano essere suonati da un solo musicista, detto batterista. 
I tamburi che compongono una batteria sono: la grancassa (comandata generalmente dal piede destro), il rullante, uno o più tom-tom e uno o due timpani (detti anche floor tom o low tom).
I piatti che possono essere annessi a una batteria sono: hi-hat detto anche charleston (il pedale apre e chiude i due piatti), ride, crash, china, sizzle e splash. Esiste una vasta gamma di modelli di piatti ognuno disponibile in vari diametri, spessori, profili e forme per poter personalizzare il suono del musicista e della musica che si vuole eseguire.

## Storia
Le origini dello strumento risalgono alla seconda metà del XIX secolo, negli Stati Uniti, sebbene i tamburi singoli abbiano radici ben più antiche. La genesi avviene con la fusione di vari componenti percussivi durante le esibizioni bandistiche fino a formare una batteria di tamburi molto simile a quelle odierne. Fin dal jazz del 1920 la batteria è stato uno strumento fondamentale della musica popolare, coniugato o sostituito in seguito dalla batteria elettronica  soprattutto nella musica elettronica, ma nato in ambito jazz. L'attuale batteria nasce da problemi di spazio; infatti in principio, lungo le strade di New Orleans (Louisiana), c'erano enormi bande che suonavano per strada, in corteo, ed ogni elemento dell'attuale batteria era suonato da una singola persona, come nelle fanfare militari odierne. In seguito le esibizioni si spostarono dalle strade ai locali, ed era impossibile ospitare sul palco cinque/sei musicisti che si dedicassero alle percussioni; quindi si fuse la grancassa con il rullante militare. A questa batteria primordiale vennero in seguito aggiunti i piatti, allo scopo di creare un suono acuto che si contrapponesse al suono grave dei tamburi. In seguito ogni etnia presente in America diede il suo contributo, come i cinesi, che importarono i tom, tamburi di diametro piccolo (compreso tra 8 e 14 pollici, ossia tra 20 e 36 cm) e i turchi, che perfezionarono la produzione dei piatti adoperando il loro modo di fondere e martellare il rame e l'ottone. In principio la grancassa era suonata con il piede, come suggerisce anche il vecchio nome inglese kick drum (tamburo a calcio), sebbene oggi sia sempre suonata con il pedale per cassa.

## Fabbricazione dei tamburi per batteria
I fusti sono cilindri cavi che vengono usati per realizzare il tamburo.
Il materiale utilizzato maggiormente per la costruzione dei fusti è il legno: acero, betulla, quercia, mogano, tiglio, bubinga, afrormosia, noce, pioppo, amazoukè (Ovangkol), faggio, bamboo, eucalipto (in inglese "jarrah"); molti nomi dell'artigianato offrono comunque un largo assortimento di legni locali o esotici da utilizzare al posto di quelli più blasonati. Il componente principe della batteria, il rullante, può anche essere costruito in metallo (bronzo, acciaio, alluminio, ottone, rame, ma esistono anche rari rullanti in titanio). Più rare le batterie costruite in plexiglas (acrilico trasparente e/o colorato, come i Ludwig Vistalite drums, oggi le Fibes) e quelle in metallo (la Paiste, nota azienda produttrice di piatti, ne ha costruita una per Danny Carey dei Tool).
Esistono vari tipi di realizzazione e di lavorazione dei fusti; la differenza di realizzazione ha anche delle conseguenze sul suono del tamburo stesso. Le tipologie di realizzazione principali sono le seguenti:
- Fusti multistrato piegati a caldo: è il tipo di lavorazione più largamente utilizzato per la realizzazione delle batterie, in quanto la lavorazione del legno multistrato è la più semplice. Con questi fusti si realizzano batterie dalle più economiche alle più costose, quello che fa la differenza è il legno usato per i vari strati. Generalmente nelle batterie economiche gli strati più esterni sono costituiti da legni truciolati o compensati e il più interno è un foglio unico di legno. Nei modelli di tamburi leggermente migliori lo strato più interno è costituito da un foglio di acero, in quelle professionali tutti gli strati sono dello stesso tipo di legno (in generale si usa l'acero) fra quelli sovracitati. Tale foglio viene piegato a caldo e disposto su una forma cilindrica per realizzare il fusto. In alcuni modelli i legni sono stagionati.
- Fusti a doghe in legno massello: sono fusti ottenuti accostando e incollando fra loro delle doghe rettangolari (o meglio, trapezoidali) di legno massello in modo da formare un cilindro. È il modo più usato per costruire batterie in legno massello ed ha dei pro e dei contro. A favore c'è il fatto che il legno, essendo massello, suonerà in modo più armonico e caldo; di contro, la costruzione a doghe è molto sensibile alle variazioni di temperatura e quindi il tamburo a doghe, tipicamente timpano o grancassa, dopo qualche anno può scollarsi se sottoposto a grosse variazioni termiche e di umidità. Esistono modelli di batterie a doghe in legno multistrato, che hanno pregi e difetti della costruzione a doghe e a legno multistrato.
- Fusti in legno massello piegati a vapore (steam bent shell): è la modalità principale con cui si realizzano tamburi, tipicamente rullanti, in legno massello. Si usa un foglio unico di legno stagionato, di spessore circa pari a quello di un legno multistrato, lo si piega a caldo/vapore attorno ad una forma cilindrica e lo si lascia per un certo tempo, così da realizzare un fusto cilindrico: i tamburi così realizzati hanno uno spiccato sustain, una focalizzazione elevata della nota principale e un suono in generale più alto in frequenza del suo equivalente multistrato.
- Fusti in legno massello scavati (solid shell): sono ottenuti da una sezione di tronco d'albero scavata e lucidata internamente ed esternamente per ottenere un tamburo dal suono caldo, potente e profondo, corposo e risonante. Solo alcune marche di nicchia usano questo tipo di realizzazione, e ne producono pochi pezzi su ordinazione per facoltosi ed esigenti musicisti. Unico neo di queste batterie è il loro peso.
- Fusti in metallo: i fusti in metallo sono molto usati per la fabbricazione dei rullanti, per il loro suono squillante, profondo e risonante. Di solito si usano i metalli sopracitati, ma a volte anche leghe metalliche ottenute dalla collaborazione delle ditte costruttrici di tamburi con ditte costruttrici di piatti. Esistono anche modelli di batterie completamente in metallo, ma non sono più in commercio dagli anni ottanta; la francese Asba era una delle aziende che, a cavallo tra gli anni '70 e '80, produceva uno strumento fatto con fusti fabbricati interamente in metallo (acciaio inox e rame).

## Componenti della batteria

### Tamburi
I tamburi sono strumenti importanti nella batteria, appartenenti alla categoria dei membranofoni. Essi hanno forma cilindrica e sono dotati di due pelli, di cui una sul fondo, in cui il suono è prodotto percuotendo con battenti o bacchette (sia in legno, sia con feltri sulla punta) una pelle tesa attraverso una delle due estremità del fusto e dalla reazione, per simpatia, della seconda pelle.

#### Rullante
Il rullante è, solitamente, il tamburo principale di una batteria. Questo tamburo viene posizionato tra le gambe del batterista e sorretto da un supporto chiamato "reggirullante". La funzione del rullante è quella di fornire un forte accento regolare nell'esecuzione di un groove. Solitamente durante un groove il rullante viene suonato con la mano sinistra, mentre la destra è impegnata a suonare piatti o altre percussioni. Il suono distintivo di questo tamburo è ottenuto grazie ad una cordiera posta al di sotto della pelle risonante. La cordiera può essere attivata o disattivata grazie ad un dispositivo chiamato "macchinetta". Il diametro tipico del rullante è di 14 pollici, mentre la profondità si abbassa fino a 6 pollici. Tuttavia esistono delle varianti come i cosiddetti piccolo snare, dove la profondità si abbassa fino a 3 pollici. Un'altra variante è il popcorn snare, dove il diametro può arrivare ed abbassarsi fino ad 8 pollici pur mantenendo una profondità del fusto generosa.

#### Grancassa
La grancassa, conosciuta gergalmente come "cassa", è il tamburo della tonalità più bassa di una batteria. Questo tamburo è solitamente posizionato orizzontalmente a terra, quindi con le pelli posizionate in modo verticale, e viene suonato con l'ausilio di un pedale azionato con il piede destro (nel caso di batterista destrorso). Inizialmente, prima dello sviluppo dei pedali, la grancassa veniva suonata calciandola, da qui il nome inglese kick drum. La cassa, insieme al rullante, è uno dei tamburi fondamentali per la costruzione di un groove. Conferisce infatti il ritmo alla canzone e, soprattutto, nel pop e nel rock, si lega alla ritmica del basso seguendone la stessa struttura sequenziale anche se in alcuni casi può variare nel ritmo. Ed è, generalmente, il tamburo più grande della batteria. Solitamente il suo diametro varia dai 20 ai 22 pollici, anche se può abbassarsi a 16 pollici ed arrivare addirittura a 26 pollici (la grancassa da 26 pollici è stata resa celebre da John Bonham, batterista dei Led Zeppelin). La profondità del fusto varia generalmente dai 16 ai 20 pollici.

#### Tom-tom e floor tom
I tom-tom, chiamati anche semplicemente "tom", sono tamburi che vanno a completare il set di una batteria. Questi tamburi vengono posizionati, solitamente, al di sopra della grancassa tramite appositi sostegni montati direttamente su quest'ultima, oppure agganciati sulle aste dei piatti. Il loro utilizzo avviene soprattutto nell'esecuzione di rullate e assoli. I floor tom (letteralmente "tom da pavimento"), chiamati erroneamente "timpani", sono tom-tom di dimensioni maggiori e dotati di tre gambe che vengono posizionate sul pavimento. Le dimensioni dei tom sono molto variabili dai 6 ai 14 pollici di diametro per i tom-tom sospesi e dai 14 ai 20 pollici per i floor tom. Il numero di tom-tom e floor tom presenti in una batteria varia in base alle preferenze del batterista, anche se il numero standard è di due tom-tom e un floor tom.

### Piatti
I piatti sono, anch'essi, strumenti importanti nella batteria. Appartengono alla famiglia degli idiofoni e sono prodotti, solitamente, in bronzo per la fascia di qualità medio-alta, mentre sono prodotti in ottone per la fascia economica.

#### Hi-hat
Lo hi-hat, chiamato anche "charleston", consiste in due piatti montati orizzontalmente l'uno sopra l'altro su un'asta dotata di un pedale, che permette di far collidere i due piatti. Il pedale viene azionato dal piede sinistro nel caso di batterista destrorso. Esso si trova solitamente alla sinistra del batterista e viene suonato con la mano destra. Il suo timbro varia dalla pressione applicata con il pedale, che passa da un suono secco e definito con i due piatti chiusi, ad un suono più forte e pastoso con i piatti aperti. La funzione dello hi-hat è principalmente d'accompagnamento grazie al suono definito che produce. Le dimensioni variano dai 10 ai 16 pollici, anche se la misura standard è considerata di 14 pollici.

#### Piatto ride
Il ride è il secondo piatto d'accompagnamento insieme allo hi-hat. Questo piatto, a differenza dei crash, viene suonato colpendo con la punta della bacchetta la sua superficie. Così facendo il suono prodotto sarà definito e chiaro, rendendolo ideale per scandire il tempo durante il groove. Il Ride è solitamente posizionato alla destra del batterista e viene suonato con la mano destra. Le sue dimensioni sono abbondanti, variando generalmente dai 20 ai 24 pollici.

#### Piatto crash
Il crash è un piatto solitamente utilizzato per fornire accenti. Questo piatto viene suonato colpendone il bordo con il collo della bacchetta. Il risultato è un suono ad alto volume ideale per gli accenti. Una batteria di base è provvista di almeno un crash, ma molti batteristi preferiscono usare da due a più di questi piatti di diverse dimensioni e tonalità. Oltre alla sua funzione classica, questo piatto può essere utilizzato come piatto d'accompagnamento nei generi musicali dove è richiesto un grande volume (ad esempio nell'hard rock e nell'heavy metal. Le dimensioni di un crash variano solitamente dai 14 ai 22 pollici.

#### Piatto splash
Gli splash sono generalmente i piatti più piccoli di una batteria e sono utilizzati per fornire accenti ed effetti. Essi vengono suonati colpendo il bordo del piatto con il collo della bacchetta. Il suono dello splash è brillante e a veloce decadenza. Le dimensioni variano solitamente dai 4 ai 14 pollici.

#### Piatto China
Il China è utilizzato per produrre accenti ed effetti. Questo piatto ha una forma molto particolare essendo dotato di una campana conica ed il bordo rovesciato. Viene generalmente montato parabolicamente a differenza degli altri piatti. Pur essendo generalmente concepito per produrre accenti ed effetti, negli ultimi anni sta diventando sempre più popolare nei generi "pesanti", dove viene utilizzato anche come piatto d'accompagnamento. Le sue dimensioni sono estremamente variabili, dai 6 ai 27 pollici. I China che variano dai 6 ai 14 pollici vengono generalmente denominati "china splash". Un'altra variante del China è il cosiddetto "swish". Lo swish, utilizzato soprattutto in ambito jazz, è dotato del bordo rovesciato come in un normale China, però possiede una campana di dimensioni più contenute e a parità di diametro, e risulta più pesante rispetto ad un classico China. Questa variante viene solitamente montata con la campana rivolta verso l'alto come in un normale piatto e suonata come se fosse un ride.

## Il suono della batteria
| Esempi audio | Esempi audio                                           | Esempi audio       |
| Componente   | Spiegazione                                            | Audio (Ogg Vorbis) |
| ------------ | ------------------------------------------------------ | ------------------ |
| Rullante     | rullante                                               | 53 KB ⓘ            |
| Rullante     | rullante con sordina                                   | 37 KB ⓘ            |
| Rullante     | battente sul bordo                                     | 46 KB ⓘ            |
| Grancassa    | grancassa con sordina                                  | 54 KB ⓘ            |
| Tom-tom      | tom da 8 pollici                                       | 59 KB ⓘ            |
| Tom-tom      | tom da 12 pollici                                      | 41 KB ⓘ            |
| Tom-tom      | tom da pavimento (floor tom)                           | 39 KB ⓘ            |
| Charleston   | charleston chiuso                                      | 41 KB ⓘ            |
| Charleston   | charleston aperto                                      | 58 KB ⓘ            |
| Charleston   | charleston aperto e chiuso tramite l'azione dei pedali | 48 KB ⓘ            |
| Crash        | percussione                                            | 52 KB ⓘ            |
| Ride         | percussione normale                                    | 61 KB ⓘ            |
| Ride         | percussione sulla campana                              | 71 KB ⓘ            |
| Ride         | percussione sul bordo                                  | 67 KB ⓘ            |
| Ritmi        | tipico ritmo rock sul charleston                       | 95 KB ⓘ            |
| Ritmi        | tipico ritmo rock sul piatto ride                      | 89 KB ⓘ            |

Il suono del tamburo dipende dallo spessore e dalla lunghezza del fusto, nonché dal materiale con cui è realizzato. Qui si analizza il suono della batteria con fusti in legno.
- Un fusto sottile (oggi si arriva al minimo a 5 cm, ma esistono da 6, o da 7) conferisce un suono molto risonante, aperto, ricco di armonici, ma di basso volume. Questo poiché un fusto sottile tende a vibrare di più se percosso; infatti l'energia data dal colpo viene utilizzata in gran parte nella vibrazione del fusto del tamburo, dunque quella rimanente che dovrebbe dare volume al colpo è bassa: il suono che deriverà sarà più risonante e caldo ma con minor volume.
- un fusto spesso (dagli 8 ai 10–12 cm) conserva meglio l'energia data al momento della percussione, la sua rigidità provoca una scarsa dispersione di energia sul fusto. Il suono sarà molto più potente, incentrato sulla nota di base e con pochi armonici che vengono dati dalla vibrazione del fusto. Tuttavia un fusto spesso avrà un suono più freddo di uno sottile, per il fatto di non avere quella gamma di frequenze (i batteristi lo chiamano "corpo") data dalla vibrazione del legno, cioè dall'aumento di suoni in uscita.

La lunghezza del fusto influisce prevalentemente sulla velocità di risposta del tamburo, cioè sulla durata della nota prodotta, ma a parità di diametro influenza pesantemente anche l'intonazione del tamburo stesso.
- un fusto lungo (fusto power) assicura un lungo sustain della nota emessa (usato tipicamente nel rock), poiché l'energia del colpo viene trattenuta all'interno per un tempo maggiore che in un fusto corto. Per lo stesso motivo il fusto lungo è meno sensibile ai suoni piano, poiché per innescare una buona vibrazione in un tamburo a fusto lungo è necessario un colpo più forte che su un fusto corto.
- un fusto corto (fusto standard) assicura un breve sustain della nota (usato tipicamente nel jazz ma non solo). Il fusto corto assicura una rapida risposta del tamburo e a parità di figura ritmica il fusto corto permette un'esecuzione comprensibile anche a volume pianissimo.

Questa distinzione non è netta ed ogni parametro è influenzato in parte dagli altri.
Quindi:
- Fusto sottile e corto: suono risonante, caldo, armonico, ma poco volume (usato tipicamente nel jazz).
- Fusto sottile e lungo: suono risonante, medio volume, versatile.
- Fusto spesso e corto: suono imponente, suono incentrato prevalentemente sulla risonanza, usati per la costruzione dei rullanti.
- Fusto spesso e lungo: suono imponente, molto focalizzato sulla nota fondamentale, poco risonante, suono un po' freddo.

Inoltre il fusto spesso è molto più sensibile di quello sottile al cambio di pelli diverse, poiché il contributo al suono globale di un fusto spesso è minore e contribuisce solo a fare da amplificatore alle pelli.
Al contrario un fusto sottile genera meno differenze di suono tra una pelle e l'altra poiché reagisce subito alla vibrazione del colpo, facendo dominare il proprio suono su quello della pelle.
Durante l'emissione del suono l'energia data dal colpo si disperde e viene consumata dal tamburo in vibrazioni. Le vibrazioni iniziali dopo il colpo sono più intense, l'energia si disperde sulla pelle e sul fusto dopo la prima oscillazione e l'energia residua viene utilizzata nella successiva. Questo fenomeno è reiterato dal tamburo fino al completo esaurimento dell'energia data dal colpo. La pelle del tamburo e il fusto sono i mezzi che generano la vibrazione ed impiegano completamente l'energia data dal colpo e trasferita al tamburo.
Durante l'emissione sonora si percepisce spesso, oltre alla discesa del volume fino ad esaurimento, anche una discesa di altezza del suono del tamburo. Il motivo è il seguente: l'energia data al momento della percussione è alta durante la prima oscillazione, nella quale la pelle si tende molto; dunque la prima oscillazione produrrà un suono elevato. Dopo la prima oscillazione la pelle ne eseguirà un'altra con minore energia, dunque la pelle si tenderà un po' meno. Via via che l'energia si disperde anche la pelle si tenderà via via di meno in maniera proporzionale, dunque tendendosi meno produrrà note via via più basse fino ad arrivare alla tensione zero che è quella di accordatura. In sostanza sul tamburo c'è una combinazione di un suono di tipo impulsivo (il colpo), ed un suono di tipo armonico (la coda, cioè la nota che si ascolta). L'ampiezza dell'impulso iniziale sarà anche l'ampiezza della prima oscillazione, dunque il suono è elevato sia in ampiezza sia in frequenza. L'assorbimento di energia da parte del tamburo (pelle e fusto) determina un abbassamento di frequenza e di ampiezza del suono prodotto. La legge di decadimento dell'ampiezza ha un andamento di tipo esponenziale negativo.
La teoria è la stessa della vibrazione della corda di chitarra, ma le pelli per tamburo, essendo nella maggior parte di diametro inferiore alla lunghezza di una corda di chitarra, fanno sì che il fenomeno dell'abbassamento di altezza sia percepibile all'orecchio umano. Infatti, nelle pelli di grandi dimensioni (grancassa da 24", grancasse orchestrali), come nelle corde di chitarra, questo fenomeno non si avverte ma è comunque presente. Le corde di chitarra inoltre sono molto meno elastiche delle pelli, per cui nella chitarra il fenomeno di abbassamento di tono di fatto non è percepibile all'orecchio.
Infatti, il motivo per cui tutte le case produttrici di tamburi hanno adottato lo stratagemma di ancorare il tom alla batteria senza forare il tamburo è proprio per fare in modo che l'energia del colpo non si disperda sull'asta reggitom, ma venga impiegata quanto più possibile in emissione sonora e quindi si disperda solo sul tamburo.
Le caratteristiche sonore vengono influenzate anche da come lo strato di legno è stato realizzato, se con le venature orizzontali o verticali. Nel caso di venatura verticale, è ben percepibile una discesa tonale della nota fondamentale, cioè il suono emesso senza produzione di armoniche, durante l'emissione stessa, poiché il suono si propaga più regolarmente attraverso esse, generando poco disturbo. Nel caso di venatura orizzontale (tipico dei rullanti), l'onda sonora si rifrange, cioè viene in qualche modo "disturbata" dalle venature, quindi si ottiene una produzione più elevata di armoniche che nel caso di venature verticali. Anche nel caso di venatura orizzontale c'è una discesa tonale naturalmente, ma è meno percepibile all'orecchio a causa della alta rifrazione del suono interna al fusto, che genera un disturbo più importante. Solo alcune case costruttrici di tamburi ad oggi specificano la disposizione dei legni nei tamburi, ma in generale non è possibile conoscere con anticipo questa caratteristica.
I marchi più celebri sono Gretsch, Slingerland, Rogers, Ludwig, Sonor, Premier, Hayman, Yamaha, Tama, Pearl, Drum Workshop, Mapex, Hollywood, Meazzi, HiPercussion.  Le marche più antiche e adoperate più spesso dai grandi batteristi dell'epoca jazz sono Gretsch, Slingerland, Rogers e Ludwig. Quest'ultima marca è molto famosa anche per essere stata, in un'epoca successiva, assai utilizzata in ambito pop e rock, in particolare era la batteria principale di Ringo Starr, batterista dei Beatles.

## La sordina
La sordina è un accessorio che serve per attenuare e/o ridurre le vibrazioni del tamburo, si applica sulla pelle battente. Nella batteria moderna si usa di solito sulla grancassa, talvolta anche sul timpano e sui tom di diametro grande (16" 18"), talvolta sul rullante. L'uso della sordina è indispensabile quando si vuole ottenere dal tamburo un suono risonante ma di breve durata, infatti la risonanza del tamburo fa sì che il suono sia lungo e profondo.
Esistono vari tipi di sordine, molto usate sono quelle "clip", che si agganciano sul bordo del tamburo e se ne regola la pressione sulla pelle tramite una vite, ma le più usate in assoluto sono artigianali, nel senso che ogni batterista ne assembla di proprie, più che acquistarle. Nastro isolante, strisce di feltro o addirittura fazzoletti sono le scelte "artigianali" più gettonate; da qualche anno sono state lanciate sul mercato le cosiddette moon-gel, gelatine sintetiche che fungono alla stessa guisa del nastro isolante ma con una certa facilità d'utilizzo e rimozione.
Più è alta la pressione della sordina sulla pelle più il suono del tamburo sarà smorzato, quindi di breve durata. Infine è necessario dire che
l'uso della sordina è "l'ultima spiaggia" per ottenere un buon suono sia dal vivo ma soprattutto in studio: nulla sostituisce una buona accordatura della batteria, e un buon fonico.
Negli anni 1970-80 si usava a volte la sordinatura dei piatti, soprattutto del ride: strascichi di questa pratica sono portati avanti da un nugolo di batteristi jazz, anche se in realtà molti altri ne fanno ancora uso per adattare i propri piatti a certe infauste condizioni ambientali - piccoli locali con acustiche particolari.
L'idea che sta alla base della sordinatura è la seguente: più la sordina è vicina al punto in cui si esegue il colpo più il suono sarà smorzato; più la sordina fa pressione sulla pelle, più il suono è smorzato.
Segue una tecnica molto usata per la sordinatura della batteria, per comunicarne meglio la posizione la batteria è vista dal punto di vista di un batterista che vi è seduto dietro.

### Sordinatura di tom-tom, floor-tom e rullante
La sordina in genere è applicata nel punto più distante dall'area del tamburo in cui si eseguono i colpi. Le due zone più usate sono il bordo superiore della pelle battente del tamburo (ore 12) oppure il bordo destro (ore 3) o sinistro (ore 9). La seconda si usa in genere a ore 3 se il rullante è suonato con la mano sinistra, a ore 9 se il rullante è suonato con la mano destra.

### Sordinatura della grancassa
La sordinatura della grancassa è piuttosto importante per gestire in maniera ottimale il suono della grancassa. Poiché per la grancassa non si usa ottenere delle risonanze ma solo un leggero corpo della risposta all'impulso dato dal colpo, la grancassa dovrebbe essere sordinata all'esterno come gli altri tamburi, ma date le sue grandi dimensioni, spesso si usa la sordinatura interna. Esistono sordine regolabili esterne a clip, ma in genere si usano sordine fisse interne. La sordina interna per grancassa è di buona qualità se riesce ad attenuare le vibrazioni della pelle battente e risonante della grancassa occupando il minor volume possibile all'interno tamburo. Una buona sordina interna per grancassa deve essere a doppia "T", cioè con i due bordi della doppia "T" a contatto con le pelli battente e risonante e il corpo centrale che li tiene fermi e bene aderenti alle suddette pelli. La sordina interna è piazzata nella parte inferiore della grancassa (ore 6). Spesso, per ovviare in modo semplice ed economico ad una sordina professionale si può inserire nella grancassa una coperta, un cuscino o strati di gommapiuma, che toccherà entrambe le pelli come una sordina vera. In genere questa è la "sordinatura" più utilizzata dai batteristi.
Per quanto riguarda la sordina esterna, essa è usata di solito per la musica jazz. Nella grancassa per il jazz spesso si usa ottenere delle risonanze più elevate che nella grancassa per il pop/rock, dunque per rendere risonante il suono senza che sia troppo prolungato si usa la sordina esterna sulla pelle battente: la pelle risonante è lasciata libera. La sordina esterna sulla pelle battente è messa di solito a ore 2 Per fare in modo che non si smorzino troppo le vibrazioni della pelle battente. Oppure nel caso della sordinatura per grancassa per il jazz si usa inserire la sordina tra il pedale per la grancassa e la pelle battente.

## Configurazione dello strumento
La batteria è uno strumento musicale altamente configurabile e personalizzabile perché è composto da una "batteria" di tamburi tutti innestabili e intercambiabili, con la possibilità di inserire nel proprio set altre percussioni a seconda dei suoni che si vogliono ottenere. Seguono alcuni esempi di configurazioni.

### Doppia cassa e doppio pedale
Alcuni batteristi aggiungono una seconda grancassa (il primo fu Louie Bellson, un batterista che ha fatto la storia dietro le pelli con le big band), suonate con entrambi i piedi per avere un suono più corposo nei bassi. Utilizzata in principio per rinforzare i contrabbassi nei gruppi swing statunitensi, o per sostituirli interamente, la doppia cassa (cosiddetta in gergo) è oggi molto usata nella musica rock/metal. Anche alcuni batteristi fusion ne fanno uso, per esempio Billy Cobham, Steve Smith, Dave Weckl o Terry Lyne Carrington. Questi ultimi usano però una grancassa supplementare di diametro inferiore a quella principale, per avere su quest'ultima un suono differente.
Una variante più comoda (e più economica) della doppia cassa, è il cosiddetto doppio pedale; che è un pedale per grancassa supplementare, collegato al pedale principale (che ha due battenti) con una prolunga che unisce gli assi di rotazione dei battenti; permette di suonare sulla stessa grancassa come se si suonasse con due grancasse. Esistono batteristi che nel proprio set includono tre o quattro grancasse.

### Pedali "remote"
Esistono particolari pedali che consentono di pilotare dispositivi (hi-hat, campanacci) ad essi collegati tramite un cavo flessibile; in questo modo si elimina la dipendenza di una percussione dalla sua classica asta permettendo così al batterista di sperimentare nuove soluzioni ritmiche e sonore.

### Percussioni aggiuntive
Un numero sempre crescente di batteristi aggiunge al proprio strumento ulteriori strumenti a percussione: dei tom supplementari, altri piatti, gong, campane tubolari, octoban, rototom, timbales, timpani sinfonici, tamburelli, woodblock, campanacci, djembe, pad elettronici e, qualche volta, anche un hammered dulcimer. Alcuni batteristi, come Neil Peart, Terry Bozzio, Mike Portnoy, Jonathan Moffett, Carl Palmer, Airto Moreira, Danny Carey e molti altri, hanno composto batterie molto ricche di tamburi ed altre percussioni, anche ricavate da oggetti comuni, che includevano anche una serie di tom-tom accordati con intervalli di semitoni, ottenendo la possibilità di contribuire melodicamente alla musica, non solo ritmicamente.

### Mode e tendenze sulla batteria
Alcuni batteristi inventano dei nuovi modi di suonare, altri traggono il loro personale modo di suonare da una particolare configurazione del set di strumenti. Un esempio è quello di Carl Palmer, uno dei primi batteristi ad aggiungere alla batteria percussioni sia etniche che sinfoniche. Oggi sono molti i batteristi che hanno intrapreso e stanno intraprendendo un cammino che esula dal "batterismo" tradizionale. Infatti si tende progressivamente a non considerare più il batterista solo colui che deve "tenere bene il tempo" o "essere in grado di prodursi in esibizioni funamboliche", ma si sta sviluppando una forma di arte percussiva, sinora di nicchia, in cui batteria e percussioni divengono mezzi grazie ai quali l'artista si esprime pienamente, anche senza altri strumenti musicali, producendo sonorità personali e particolari: maestri di questa tendenza sono i batteristi Pierre Favre e Michele Rabbia.

## Le bacchette
I batteristi solitamente suonano con le bacchette, ma possono usare anche strumenti diversi come le spazzole, le mani, i rod (bacchette composte da fasci di legno) e i mallet (battenti).
Le tipologie di bacchette in commercio sono varie, spesso alcuni modelli esistono solo per alcune case costruttrici. Sono realizzate principalmente in legno di hickory, ma ne esistono modelli fabbricati con altri materiali quali carbonio e plastica. La punta delle bacchette può essere di varia forma: ovoidale (la più comune), sferica, cilindrica, conica; il materiale con cui è realizzata la punta può essere legno, plastica o metallo. Importante anche il bilanciamento delle bacchette che può essere in testa, al centro o in coda.
Il modello delle bacchette è descritto da una sigla, composta da un numero e da una lettera. La lunghezza è standard, circa 40 centimetri, dipende anche dalla casa costruttrice la quale può realizzarne dei modelli leggermente (1 cm circa) più lunghe o più corte.

## L'impugnatura
L'impugnatura delle bacchette è una parte fondamentale dello studio dei rudimenti di tecnica per un batterista. Essa influenza il suono che si ha sul tamburo e anche il tipo di fraseggio ritmico sulla batteria. Esistono due tipi di "impugnatura" per le bacchette: classica (traditional grip) e quella moderna (matched grip). Ognuna delle impugnature ha i suoi pro e i suoi contro per quanto riguarda il suono sul tamburo e la difficoltà di apprendimento.
- Nell'impugnatura moderna, entrambe le bacchette vengono impugnate nella stessa maniera, come se le bacchette fossero un prolungamento del braccio, in modo che il fulcro si posizioni tra il pollice e l'indice, mentre le altre dita vengono utilizzate per controllare il colpo. Con questa impugnatura la bacchetta passa tra pollice ed indice e tra altre dita e il palmo della mano. La tecnica del matched-grip a sua volta si distingue in due varianti: francese (french grip), quando le due bacchette vengono mantenute entrambe allo stesso modo, parallele fra di loro, con il pollice sopra le bacchette e le altre dita sotto; tedesca (german grip), quando le bacchette sono mantenute sempre allo stesso modo con entrambe le mani, ma formando una "V" rovesciata con le stesse bacchette, tenendo i pollici l'uno contro l'altro è il palmo sopra.
- Nell'impugnatura classica, invece, per la mano sinistra si fa passare la bacchetta tra il pollice e il palmo della mano in prossimità dell'indice, punto che funge dal fulcro, e tra medio e anulare: il palmo è perpendicolare a terra. In questo caso il colpo viene controllato dalle dita indice e anulare. Utilizzando questa tecnica si forma un angolo di circa 120 gradi (comunque mai meno di 90) tra il braccio e la bacchetta. Questa tecnica è stata ideata al fine di permettere di suonare in piedi il tamburo dal musicista grazie ad una tracolla. "Indossando", infatti, il tamburo con una tracolla quest'ultimo resta inclinato rispetto alla posizione del musicista, costringendolo ad adottare una posizione più comoda durante l'esecuzione. Per quanto riguarda la mano destra si può scegliere una delle due impugnature alla francese o tedesca. Dopo la guerra di secessione americana alcuni "tamburini" si convertirono alla musica e continuarono ad impugnare le bacchette con L’impugnatura tradizionale.

Sebbene sia importante conoscerle tutt'e due, molti batteristi preferiscono studiarne una e continuare a suonare con quella per abitudine. La scelta per l'una o per l'altra non introduce particolari limitazioni al musicista. L'impugnatura classica può risultare più difficile da apprendere poiché le due mani si muovono in modo diverso: un apprendimento errato di questa può introdurre pesanti limitazioni al musicista.

## Le pelli
La "pelle" è la membrana del tamburo che viene fatta vibrare percuotendola e che in tal modo produce il suono. Il materiale più usato per la costruzione delle pelli è un materiale sintetico progettato ad hoc (mylar), e prodotto in uno o più strati. In alcuni casi il materiale è un singolo strato di pelle naturale, teso da un anello di metallo per consentirne il montaggio sul fusto del tamburo e permetterne l'accordatura. La scelta dei materiali delle pelli dipende dal tipo di tamburo da suonare e dal tipo di suono che si vuole ottenere. Per quanto riguarda le pelli per batteria si usano per lo più le suddette pelli sintetiche, eccezion fatta per alcuni modelli di tamburo che hanno avuto minore diffusione (es. Remo "mondo").
Le pelli per batteria si distinguono in:
- Pelli battenti: pelle su cui si esegue fisicamente il colpo, in genere più resistente e composta da più di uno strato di materiale. Viene sistemata nella parte anteriore (o nella parte su cui si intende eseguire il colpo) del tamburo ed in seguito accordata a seconda delle esigenze dello strumento e del batterista.
- Pelli risonanti: pelle che viene alloggiata nella parte posteriore del tamburo e viene usata con l'unico scopo di far risuonare il tamburo stesso mediante il colpo dato sulla pelle battente. La pelle risonante non è fatta per essere suonata ed è fisicamente diversa dalla pelle battente. È costituita da un singolo strato di materiale. Di solito molti batteristi usano pelli battenti di sottile spessore al posto delle pelli risonanti. Spesso nella grancassa si usa praticare un piccolo foro (circa 5-6 pollici di diametro) nella pelle risonante per facilitare la ripresa microfonica e smorzare un po' gli armonici. Tale foro di solito non è al centro della pelle, perché non è bene togliere tutti gli armonici al suono della grancassa.

Negli anni settanta alcuni batteristi usavano batterie senza pelli risonanti ed esistevano dei modelli di batterie che non ne prevedevano affatto l'alloggiamento. Ciò è dovuto al fatto che la risposta impulsiva del tamburo è più limpida senza pelle risonante, ma si perde tutta la risonanza del fusto e la bellezza del suono del legno, minando anche l'espressività dell'artista. Tali batterie venivano usate prevalentemente in concerti dal vivo a causa della scarsa qualità media dei microfoni per la ripresa live. Oggi con l'avanzare della tecnologia e quindi della qualità dei microfoni non si usano più queste batterie o tecniche di ripresa microfonica, in quanto le procedure di amplificazione degli strumenti si sono standardizzate, e non ci sono più grossi problemi di amplificazione dello strumento acustico.
A seconda del tipo di pelle usata viene messo in evidenza un aspetto timbrico del suono del tamburo piuttosto che un altro:
- Pelli lisce (a uno o due strati): usate come pelli battenti o risonanti non enfatizzano nessun aspetto timbrico in particolare; più lo spessore diminuisce più si mettono in evidenza gli armonici del tamburo e la cosiddetta "punta", ovvero l'attacco della nota stessa. Al contrario, più lo spessore aumenta più si mette in evidenza il suono impulsivo, la nota fondamentale del tamburo.
- Pelli sabbiate: usate come pelli battenti, le pelli sabbiate sono le pelli più usate in assoluto per il rullante, ma possono essere usate anche per i tom e per la cassa. Hanno un suono più cupo delle pelli lisce poiché la sabbiatura della pelle attenua le vibrazioni, sono molto usate poiché consentono un rimbalzo ottimale della bacchetta e sono le uniche pelli che favoriscono l'utilizzo delle spazzole (brushes).
- Pelli idrauliche: sono pelli battenti che hanno come caratteristica principale quella di essere composte di due strati di materiale separato da un sottile strato di olio particolare. La risposta sonora è completamente incentrata sulla nota principale smorzando gli armonici del tamburo. Sono molto usate nella musica rock sui tom e in generale le più usate per la grancassa. Alcune di queste pelli presentano un anello antivibrazione integrato al bordo che smorza ulteriormente gli armonici. Ne esistono dei modelli a tre e quattro strati.
- Pelli naturali: erano la scelta primaria per i batteristi jazz della prima metà del secolo scorso; ora le pelli naturali sono state comprensibilmente surclassate da quelle sintetiche. Le pelli Earthtone seguono ancora le dottrine d'una volta; esiste comunque un modello della Remo, la Fyberskin, che emula una pelle naturale con materiali sintetici.
- Pelli a rinforzo centrale: questo tipo di pelli sono progettate per i batteristi che suonano a volume molto elevato; il rinforzo centrale permette una più lenta usura della pelle ma le conseguenze sul suono sono drastiche.
- Pelli "mesh": sono pelli la cui superficie è realizzata da una struttura traforata "a griglia". Queste pelli non fanno emettere suoni al tamburo e sono usate per studiare la batteria in appartamento, se non si dispone di un box insonorizzato.

## Accordatura della batteria

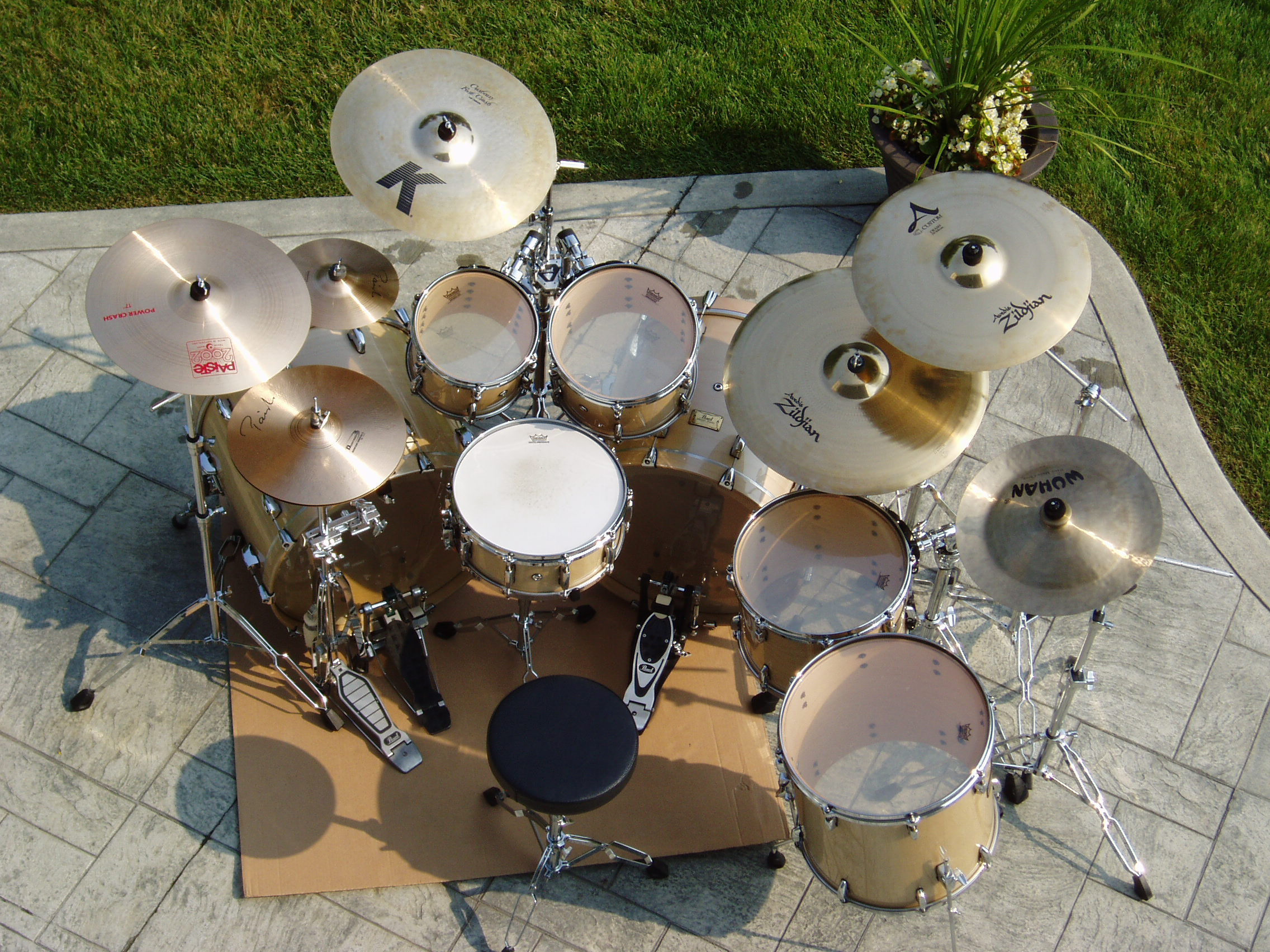
Una batteria osservata dall'alto

Anche la batteria è uno strumento che necessita di essere accordato. L'accordatura è un procedimento che serve per portare il tamburo, attraverso la tensione delle due pelli battente e risonante, ad avere un suono il più risonante possibile o di più elevato volume possibile. All'interno di questa definizione generale ogni batterista può trovare il proprio suono tendendo più o meno le pelli fino a raggiungere un suono che incontri il proprio gusto personale (soprattutto il rullante), per i vari pezzi di una batteria esiste un'accordatura a seconda del genere musicale che si suona. Gli aspetti fondamentali per l'accordatura sono molteplici e il suono dipenderà poi dalla combinazione di molti fattori: grandezza del tamburo, tipo di pelle battente (quella che si percuote) e risonante (quella inferiore) e la tensione delle chiavette d'accordatura. Fatta eccezione del rullante e della grancassa che vengono accordati in modo indipendente in virtù del suono specifico che si vuole ottenere, gli altri tamburi, di norma si accordano con intervalli di terze, di terze minori o di quarte. Le pelli risonanti vengono accordate, diversamente dalla pelle battente.Variare questi parametri darà un suono di minore o di maggiore durata (sustain). Ogni tamburo ha una sua specifica tonalità e accordatura dove offre la massima resa sonora e armonica. In ogni caso è consigliabile accordare la pelle risonante sulla stessa nota della battente onde evitare sovratoni acuti nel caso della pelle risonante più tesa della battente e sovratoni più gravi con la risonante più lenta della battente.

## La batteria in Italia
La batteria fa le sue prime apparizioni in Italia dagli anni trenta. Ma è specialmente nel dopoguerra con le grandi band americane e batteristi come Gene Krupa e Buddy Rich che la batteria viene riconosciuta anche in Italia come strumento singolo, indispensabile nella musica commerciale e degno di studi accademici.
Da alcuni anni in Italia si sono aperti, nei Conservatori, corsi di jazz di I e II livello (con vero e proprio diploma di conservatorio) nei quali è previsto lo studio della batteria. Tali corsi sono subordinati al conseguimento di un diploma in percussioni o, almeno, all'iscrizione al corso di percussioni classiche.